# HR-Rent Kozármisleny FC
A HR-Rent Kozármisleny FC egy magyar labdarúgócsapat Kozármislenyen, jelenleg az NB II-ben szerepel.

## Története
A sportegyesület 1989-ben alakult. A település, amely  2005. novemberétől nagyközségi címet, 2007 július 1-től pedig városi címet kapott, a sportegyesülettel együtt a virágzását éli, ebben jelentős szerepe van az országban szinte egyedülálló sportolásra szánt infrastruktúrának és a térségben egyedülálló edzéslehetőségeknek is. A csapat rendelkezésére áll egy nemzetközi méretű sportcsarnok, ezen kívül az egész évben használható fedett és nagyméretű műfüves pályák, füves pályák, fedett lelátós stadion. Mindez korszerű módon a helyi iskolával egybeépítve. A csapat évről évre folyamatosan fejlődik, egyre magasabbra jut a bajnoki osztályok között.
A Kozármisleny SE labdarúgócsapata 2007-ben jutott fel a másodosztályba, és már az első évben a 7. helyen végzett a bajnokságban. A 2008-2009-es szezonban a 8. helyen végezett, majd a 2009-2010-es szezonban 6. lett a csapat. A 2011–2012-es magyar labdarúgó-bajnokságban a nyugati csoport második helyén végeztek.
2021–22-es szezonban megnyerve az NB III-as Közép csoportot felkerült a másodosztályba.

## Névváltoztatások
- 1989 – 2009 Kozármisleny SE
- 2009 – 2012 Gold-Sport-Kozármisleny SE
- 2012 – 2015 Kozármisleny FC
- 2015 – HR-Rent Kozármisleny FC[5]

## Sikerei

### Megyei
- Megyei bajnok: 2001–02
- NB III bajnok: 2015–16, 2021–22